# Фудбалска репрезентација Хрватске
Фудбалска репрезентација Хрватске је фудбалски тим који представља Хрватску на међународним такмичењима. Репрезентација је формирана 1990. године, а почела је да игра међународне утакмице  након што је Хрватска постала чланица Уефе и Фифе, након међународног признања Хрватске 1992. године. Репрезентацијом управља Фудбалски савез Хрватске. (хрв. Hrvatski nogometni savez (ХНС)).
Први значајнији турнир на којем је репрезентација играла је Европско првенство 1996. у Енглеској и од тад је постала значајна фудбалска сила. На Светском првенству 1998 у Француској Хрватска је освојила треће место, a добитник златне копачке био је Давор Шукер.
Највећи досадашњи успех Фудбалске репрезентације Хрватске је освајање 2. места на Светском првенству 2018.
Од 17. октобра 1990 до 23. новембра 2022., Хрватска је одиграла 336 међународних утакмица, где је остварила скор од 177 победа, 90 ремија и 69 изгубљених.
Године 2006. УЕФА је упозорила фудбалску репрезентацију Хрватске да би могла да се суочи са искључењем из квалификација за ЕУРО 2008, уколико се понови расистичко понашање њених навијача. Упозорење је уследило после расизма хрватских навијача на пријатељској утакмици против Италије у Ливорну у августу 2006. када је око 200 навијача формирало људску свастику. ФИФА је упозорила Хрватску да доводи фудбал на зао глас. Репрезентација је такође кажњена због истицања увредљивих парола током утакмице против Француске на Европском првенству у Португалу 2004. године.
Пролазак у полуфинале на Светском првенству у Катару 2022. године, репрезентативци Хрватске прославили су уз песме неоусташког извођача Томпсона, што су поједини страни фудбалери окарактерисали као срамотно.

## Ранија историја
Године 1940. Јозо Јакопић водио је као тренер неслужбену фудбалску репрезентацију која је представљала тадашњу Бановину Хрватску у четири пријатељске утакмице: две против Швицарске и две против Мађарске. Хрватска је као репрезентација свој службени деби остварила 2. априла 1940. године у Загребу утакмицом против Швајцарске која је завршила резултатом 4:0 у корист Хрватске. Након инвазије Сила Осовине Хрватски ногометни савез је постао активан придруживши се Фифи 17. јула 1941. године под окриљем Независне Државе Хрватске. Тадашња репрезентација чији је изборник био Рудолф Хитрец одиграла је укупно петнаест пријатељских утакмица од којих четрнаест као службена чланица Фифе. Први службени резултат као Фифине чланице хрватска репрезентација одиграла је 1:1 против Словачке. Утакмица је одиграна 8. септембра у Братислави
Репрезентација Хрватске је у оквиру Бановине Хрватске и Независне Државе Хрватске одиграла још деветнаест утакмица и једну у оквиру Југославије, 12. септембра 1956. године у Загребу против репрезентације Индонезије на инсистирање индонежанског првог председника Сукарна.

## Важнији датуми
- 17. октобар 1990. Максимир     Хрватска - САД 2:1 прва утакмица
- 3. јун 1992. ФИФА је потврдила чланство ХНС-а у својој организацији
- 11. јун 1998. репрезентација Хрватске освојила је бронзану медаљу на СП у Француској победом над Холандијом.
- 15. јул 2018. репрезентација Хрватске освојила је сребрну медаљу на СП у Русији. У финалу је поражена од Француске резултатом 4:2.
- 17. децембар 2022. репрезентација Хрватске освојила је бронзану медаљу на СП у Катару победом над Мароком.

## Селектори
- Дражан Јерковић (1990—1991)
- Станко Поклеповић (1992)
- Влатко Марковић (1993)
- Томислав Ивић (1994)
- Мирослав Блажевић (1994—2000)
- Мирко Јозић (2000—2002)
- Ото Барић (2002—2004)
- Златко Крањчар (2004—2006)
- Славен Билић (2006—2012)
- Игор Штимац (2012—2013)
- Нико Ковач (2013—2015)
- Анте Чачић (2015—2017)
- Златко Далић (2017—данас)

## Резултати на међународним такмичењима

### Светско првенство
| Година   | Коло                  | Позиција              | ИГ                    | П                     | Н                     | И                     | ГД                    | ГП                    |
| -------- | --------------------- | --------------------- | --------------------- | --------------------- | --------------------- | --------------------- | --------------------- | --------------------- |
| до 1990. | Део Југославије       | Део Југославије       | Део Југославије       | Део Југославије       | Део Југославије       | Део Југославије       | Део Југославије       | Део Југославије       |
| 1994.    | Није учествовала      | Није учествовала      | Није учествовала      | Није учествовала      | Није учествовала      | Није учествовала      | Није учествовала      | Није учествовала      |
| 1998.    | 3. место              | 3                     | 7                     | 5                     | 0                     | 2                     | 11                    | 5                     |
| 2002.    | Групна фаза           | 23                    | 3                     | 1                     | 0                     | 2                     | 2                     | 3                     |
| 2006.    | Групна фаза           | 22                    | 3                     | 0                     | 2                     | 1                     | 2                     | 3                     |
| 2010.    | Није се квалификовала | Није се квалификовала | Није се квалификовала | Није се квалификовала | Није се квалификовала | Није се квалификовала | Није се квалификовала | Није се квалификовала |
| 2014.    | Групна фаза           | 19                    | 3                     | 1                     | 0                     | 2                     | 6                     | 6                     |
| 2018.    | Финале                | 2                     | 7                     | 4                     | 2                     | 1                     | 14                    | 9                     |
| 2022.    | 3. место              | 3                     | 7                     | 2                     | 4                     | 1                     | 8                     | 7                     |
| Укупно   | 6/7                   | 6/7                   | 30                    | 13                    | 8                     | 9                     | 43                    | 33                    |

### Европско првенство
| Година   | Коло                  | Позиција              | ИГ                    | П                     | Н                     | И                     | ГД                    | ГП                    |
| -------- | --------------------- | --------------------- | --------------------- | --------------------- | --------------------- | --------------------- | --------------------- | --------------------- |
| до 1992. | Део Југославије       | Део Југославије       | Део Југославије       | Део Југославије       | Део Југославије       | Део Југославије       | Део Југославије       | Део Југославије       |
| 1996.    | Четвртфинале          | 7.                    | 4                     | 2                     | 0                     | 2                     | 5                     | 5                     |
| 2000.    | Није се квалификовала | Није се квалификовала | Није се квалификовала | Није се квалификовала | Није се квалификовала | Није се квалификовала | Није се квалификовала | Није се квалификовала |
| 2004.    | Групна фаза           | 13.                   | 3                     | 0                     | 2                     | 1                     | 4                     | 6                     |
| 2008.    | Четвртфинале          | 5.                    | 4                     | 3                     | 1                     | 0                     | 5                     | 2                     |
| 2012.    | Групна фаза           | 10.                   | 3                     | 1                     | 1                     | 1                     | 4                     | 3                     |
| 2016.    | Осмина финала         | 9.                    | 4                     | 2                     | 1                     | 1                     | 5                     | 4                     |
| 2020.    | Осмина финала         | 14.                   | 4                     | 1                     | 1                     | 2                     | 7                     | 8                     |
| 2024.    | Групна фаза           | 20.                   | 3                     | 0                     | 2                     | 1                     | 3                     | 6                     |
| Укупно   | 7/8                   | 7/8                   | 25                    | 9                     | 8                     | 8                     | 33                    | 34                    |

### Лига нација
| Рекорди у УЕФА Лиги нација | Рекорди у УЕФА Лиги нација | Рекорди у УЕФА Лиги нација | Рекорди у УЕФА Лиги нација | Рекорди у УЕФА Лиги нација | Рекорди у УЕФА Лиги нација | Рекорди у УЕФА Лиги нација | Рекорди у УЕФА Лиги нација | Рекорди у УЕФА Лиги нација | Рекорди у УЕФА Лиги нација | Рекорди у УЕФА Лиги нација |
| Сезона                     | Лига                       | Група                      | ИГ                         | П                          | Н                          | И                          | ГД                         | ГП                         | П/И                        | Поз.                       |
| -------------------------- | -------------------------- | -------------------------- | -------------------------- | -------------------------- | -------------------------- | -------------------------- | -------------------------- | -------------------------- | -------------------------- | -------------------------- |
| 2018/19.                   | А                          | 4                          | 4                          | 1                          | 1                          | 2                          | 4                          | 10                         | Same position              | 9.                         |
| 2020/21.                   | А                          | 3                          | 6                          | 1                          | 0                          | 5                          | 9                          | 16                         | Same position              | 12.                        |
| 2022/23.                   | А                          | 1                          | 8                          | 5                          | 2                          | 1                          | 12                         | 8                          | Same position              | 2.                         |
| Укупно                     | Укупно                     | Укупно                     | 18                         | 7                          | 3                          | 8                          | 25                         | 34                         |                            |                            |

## Састав репрезентације
Подаци ажурирани 8. јуна 2024.
| Име                      | Датум рођења  | Број наступа | Број голова | Клуб             |         |         |
| Голмани                  | Голмани       | Голмани      | Голмани     | Голмани          | Голмани | Голмани |
| ------------------------ | ------------- | ------------ | ----------- | ---------------- | ------- | ------- |
| Доминик Ливаковић        | 9. 1. 1995.   | 54           | 0           | Фенербахче       |         |         |
| Ивица Ивушић             | 1. 2. 1995.   | 6            | 0           | Пафос            |         |         |
| Недиљко Лабровић         | 10. 10. 1999. | 1            | 0           | Ријека           |         |         |
| Одбрамбени фудбалери     |               |              |             |                  |         |         |
| Домагој Вида             | 29. 4. 1989.  | 105          | 4           | АЕК Атина        |         |         |
| Јосип Јурановић          | 16. 8. 1995.  | 37           | 0           | Унион Берлин     |         |         |
| Јошко Гвардиол           | 23. 1. 2002.  | 30           | 2           | Манчестер Сити   |         |         |
| Борна Соса               | 21. 1. 1998.  | 20           | 1           | Ајакс            |         |         |
| Јосип Станишић           | 2. 4. 2000.   | 18           | 0           | Бајер Леверкузен |         |         |
| Јосип Шутало             | 28. 2. 2000.  | 14           | 0           | Ајакс            |         |         |
| Мартин Ерлић             | 24. 1. 1998.  | 9            | 0           | Сасуоло          |         |         |
| Марин Понграчић          | 11. 9. 1997.  | 8            | 0           | Лече             |         |         |
| Фудбалери средине терена |               |              |             |                  |         |         |
| Лука Модрић              | 9. 9. 1985.   | 175          | 25          | Реал Мадрид      |         |         |
| Матео Ковачић            | 6. 5. 1994.   | 101          | 5           | Манчестер Сити   |         |         |
| Марцело Брозовић         | 16. 11. 1992. | 96           | 7           | Ел Наср          |         |         |
| Марио Пашалић            | 9. 2. 1995.   | 63           | 10          | Аталанта         |         |         |
| Никола Влашић            | 4. 10. 1997.  | 56           | 8           | Торино           |         |         |
| Ловро Мајер              | 17. 1. 1998.  | 31           | 8           | Волфсбург        |         |         |
| Лука Иванушец            | 26. 11. 1998. | 21           | 2           | Фајенорд         |         |         |
| Лука Сучић               | 8. 9. 2002.   | 7            | 0           | Ред бул Салцбург |         |         |
| Мартин Батурина          | 16. 2. 2003.  | 3            | 0           | Динамо Загреб    |         |         |
| Нападачи                 |               |              |             |                  |         |         |
| Иван Перишић             | 2. 2. 1989.   | 131          | 33          | Хајдук Сплит     |         |         |
| Андреј Крамарић          | 19. 6. 1991.  | 93           | 28          | Хофенхајм        |         |         |
| Бруно Петковић           | 16. 9. 1994.  | 38           | 11          | Динамо Загреб    |         |         |
| Марко Пјаца              | 6. 5. 1995.   | 26           | 1           | Ријека           |         |         |
| Анте Будимир             | 22. 7. 1991.  | 21           | 3           | Осасуна          |         |         |
| Марко Пашалић            | 14. 9. 2000.  | 5            | 1           | Ријека           |         |         |